# Econ Verlag
Der Econ Verlag mit Firmensitz in Berlin (vor 2004 Düsseldorf) ist ein Imprint der Verlagsgruppe Ullstein Buchverlage GmbH, an der die schwedische Verlagsgruppe Bonnier seit 2004 die Mehrheit der Firmenanteile hält. Schwerpunkt des Angebots ist das Sachbuch.

## Geschichte
Gegründet wurde der Econ Verlag am 25. November 1950 in Düsseldorf von dem österreichischen Publizisten Erwin Barth von Wehrenalp, der
zusätzlich den Verleger des Handelsblatts, Friedrich Vogel, dazu bewegen konnte, die zweite Hälfte des Startkapitals von 10.000 DM einzubringen. Im Jahr 1967 wurde der Claassen Verlag, 1968 der Marion von Schröder Verlag zugekauft. Beide Verlage, unter Leitung von Gerhard Beckmann, konzentrierten sich auf belletristische Bücher.
Der spätere Bundeskanzler Ludwig Erhard veröffentlichte 1957 sein Konzept der Sozialen Marktwirtschaft im Econ Verlag, unter dem Titel Wohlstand für Alle. Dieser Buchtitel wurde über die Jahre zum geflügelten Wort. Der große finanzielle Durchbruch des Verlages waren die Veröffentlichungen der viel diskutierten Sachbücher des Schweizers Erich von Däniken, deren Auflage den Millionenbereich erreichten.
Schon 1972 wies die Bilanz Umsatzerlöse auf, die deutlich über 14 Millionen Mark lagen. Jetzt konnte von Wehrenalp die restlichen 25 % Firmenanteile vom Handelsblatt ablösen.
1981 erwarb zunächst der Schroedel Verlag, anschließend die Rheinisch-Westfälische Verlagsgesellschaft, die auch an der Zeitungsgruppe WAZ beteiligt ist, den Verlag. Von 1982 bis 1997 übernahm Dietrich Oppenberg, der Verleger der Regionalzeitung NRZ, die Führung des Verlags. Erwin Barth von Wehrenalp, von 1950 bis 1982 Inhaber und Geschäftsführer der Econ-Verlag GmbH, blieb Vorsitzender Beirat der ECON-Verlagsgruppe. Im Econ Verlag waren inzwischen auch eine Reihe prominenter Politiker, Journalisten und Filmschaffende als Autoren vertreten, zum Beispiel Helmut Schmidt, Oskar Lafontaine, der Bonner Journalist Walter Henkels, die Auslandskorrespondentin Lois Fisher-Ruge und der Schauspieler Peter Ustinov.
Von 1982 bis 1987 konnten Oppenberg und sein persönlicher Assistent Hero Kind (1944–2018), den er als Geschäftsführer einsetzte, den Verlagsumsatz auf knapp 30 Millionen Mark verdoppeln. Als Erfolgsgarant waren Kind vor allem die ästhetische Wiedererkennung der Econ-Bücher als auch die Nähe zur Zielgruppe wichtig. Zu den Verlagsleitern gehörte Joseph Nyssen. Der buchreport, die Fachzeitschrift für den deutschen Buchhandel, bezeichnete Econ 1988 „als den erfolgreichsten deutschen Sachbuchverlag“. Er belegte zwölf von hundert Plätzen auf der Spiegel-Bestsellerliste; darunter auf Platz eins die Autobiographie des Chrysler-Sanierers Lee Iacocca mit fast einer halben Million verkauften Exemplaren.
Im Bereich Wirtschaftsliteratur, der von Cheflektor Wolfgang Stock verantwortet wurde, zählte der Verlag in den 1980er und 1990er Jahren zu den profiliertesten in Deutschland. Autoren waren unter anderem Peter F. Drucker, John Naisbitt, André Kostolany und Milton Friedman.
Nach Oppenbergs Ausscheiden im Jahre 1997 erfolgte eine Fusion der Econ-Gruppe mit dem List Verlag; der Firmensitz wurde nach München verlegt. 1999 kaufte die Axel Springer AG die Mehrheit der Geschäftsanteile und firmierte daraufhin unter Leitung von Christian Strasser als Teil der Verlagsgruppe Goethestraße. Seit 2004 ist der Econ Verlag Teil der Berliner Verlagsgruppe Ullstein und konzentriert sich auf aktuelle Sachbücher aus dem Bereich Wirtschaft und Gesellschaft.

## Schreibweise
Im Bibliothekskatalog der Deutschen Nationalbibliothek wird die Schreibweise des Verlages für Literaturangaben sowohl mit «ECON» wie auch mit «Econ» angegeben. Im Katalog der Österreichischen Nationalbibliothek wird allein die Schreibweise «Econ» verwendet.

## Veröffentlichungen (Auswahl)

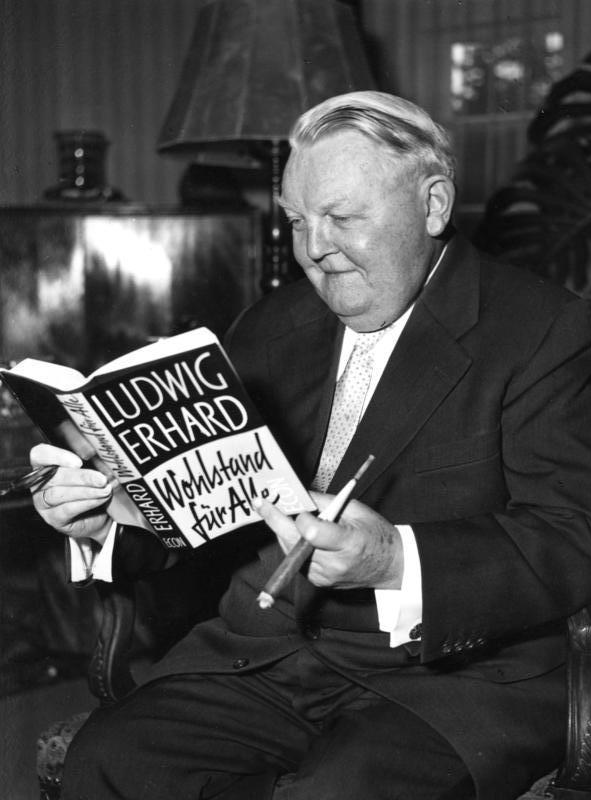
Ludwig Erhard mit seinem Buch Wohlstand für Alle (1957)

- Werner Keller: Und die Bibel hat doch recht (1955)
- Ludwig Erhard: Wohlstand für Alle (1957). ISBN 978-3-86647-344-7.
- Rudolf Pörtner: Mit dem Fahrstuhl in die Römerzeit (1959)
- John F. Kennedy: Der Weg zum Frieden (1961)
- John F. Kennedy: Zivilcourage (1963)
- Walter Henkels: 99 Bonner Köpfe (1963; ab 1966: 111 Bonner Köpfe)
- Erich von Däniken: Erinnerungen an die Zukunft. Ungelöste Rätsel der Vergangenheit. (Februar 1968) (Platz 1 der Spiegel-Bestsellerliste vom 9. Dezember 1968 bis zum 2. März 1969)
- Otto Hahn: Erlebnisse und Erkenntnisse (1975)
- Walter Henkels: Neue Bonner Köpfe (1976)
- Lois Fisher-Ruge: Alltag in Moskau (1985). ISBN 3-43012-784-X (Platz 1 der Spiegel-Bestsellerliste vom 7. bis zum 13. Januar 1985)
- Lee Iacocca: Mein amerikanischer Traum (1988)
- André Kostolany: Kostolanys Börsenseminar (1989)
- Peter Ustinov: Ich und Ich – Erinnerungen (1990), ISBN 978-3430192767
- Manfred Krug: Abgehauen. Ein Mitschnitt und ein Tagebuch (1997)
- Oskar Lafontaine: Das Herz schlägt links (1999)
- Tim Berners-Lee: Der Web-Report (1999)
- Hans Olaf Henkel: Die Macht der Freiheit (2000)
- Helmut Schmidt: Hand aufs Herz (2002)
- Guido Knopp: 100 Jahre. Die Bilder des Jahrhunderts (2003)
- Helmut Schmidt: Nachbar China. Helmut Schmidt im Gespräch mit Frank Sieren (2006)
- Jürgen Schreiber: Meine Jahre mit Joschka. Nachrichten von fetten und mageren Zeiten (2007)
- Achim Wohlgethan: Endstation Kabul. Als deutscher Soldat in Afghanistan – ein Insiderbericht (2008)
- Götz Werner, Adrienne Goehler: 1000 Euro für jeden – Freiheit Gleichheit Grundeinkommen (2010)
- Daniel Domscheit-Berg, Tina Klopp: Inside WikiLeaks – Meine Zeit bei der gefährlichsten Website der Welt (2011)
- Heinrich von Pierer: Gipfel-Stürme – Die Autobiographie (2011)

## Econ Award Unternehmenskommunikation
Im Rahmen der gemeinsamen Sachkompetenz bei der Herausgabe deutschsprachiger Medien im Wirtschaftsbereich hat sich der Econ Verlag mit der Handelsblatt-Gruppe zusammengetan, um seit 2007 einen jährlichen Wettbewerb für die beste Unternehmenskommunikation im deutschsprachigen Raum auszuschreiben. Die Gewinner werden in einem Jahrbuch vorgestellt und erhalten den Econ Award in Form eines Sextanten in Platin, Gold, Silber oder Bronze als Symbol für die entsprechende Qualität der Bestimmung des aktuellen Standpunkts bei der Unternehmenskommunikation.